# Wust (bij Schönhausen)
Wust is een plaats en voormalige gemeente in de Duitse deelstaat Saksen-Anhalt, en maakt deel uit van de Landkreis Stendal.
Wust telt 873 inwoners.